# Букловська Анна Вікторівна
Анна Вікторівна Букловська (31 травня 1968) — російська акторка.

## Біографія
Народилася 31 травня 1968 року в місті Ніколаєвськ-на-Амуріу, Хабаровського краю в сім'ї Букловського Віктора Володимировича — льотчика цивільної авіації, та Букловської Ангеліни Іванівни — інженерки.
З дитинства мріяла стати акторкою, після закінчення школи, в 1985 році поїхала вступати до Владивостока в театральний інститут, успішно. У 1987 році перевелася в Школу-студію МХАТ на курс А. Леонтьєва, до Москви. У 1993 році закінчила Школу-студію МХАТ.
У період загального економічного спаду в Росії 1990-х, а також тотального занепаду російського театру і кіно, пробувала себе на телебаченні як кореспондентка і ведуча. Однак стосунки у неї з телебаченням «не склалися».
У 1998 році одружилася з кінорежисером Романом Качановим (розлучилася в 2002 році).
До початку 2000-х в російському кінематографі почалося повільне пожвавлення, що виражалося у зйомках окремих малобюджетних фільмів.
У 1998 році знялася в малобюджетному фільмі свого чоловіка «Максиміліан» в головній жіночій ролі — дружини Максиміліана, вже будучи вагітною першою донькою Поліною (1998).
У 1999 році, коли чоловік знімав фільм «ДМБ», була вагітна другою дочкою Олександрою (1999), тому як акторка участі в зйомках не брала. Проте озвучила роль партнерки Штика з танцю в ресторані в епізоді перевезення призовників зі збірного пункту в частину, в титрах не вказана.
У 2000 році зіграла роль Настасії Пилипівни Барашкової у чоловіковій екранізації роману «Ідіот» — фільмі «Даун Хаус». Найближчими партнерами з роботи над цим фільмом були Федір Бондарчук та Іван Охлобистін.
Критика упереджено і неоднозначно поставилася до роботи молодої акторки, одні писали: «Невиразно і безлико». Інші вказували: «... Анна — дружина Романа Качанова — не грає, а демонструє себе, а й до цього не причепитися: новій Настасії Пилипівні до лиця бути манекеном, річчю, з якою навколишні обходяться, не зважаючи на інструкції до застосування.»
До кінця зйомок фільму і відразу після, стосунки Букловської з чоловіком розладналися, і в 2002 році шлюб розпався.
Надалі, після гучного виходу на екрани «Даун Хауса» Букловська деякий час відмовлялася від ролей в сценаріях, які здавалися їй недостатньо цікавими. Через деякий час переоцінила ставлення до пропонованого матеріалу і знялася в кількох телефільмах. Наприклад, в 2003 році Букловська зіграла роль Єлизавети Юріївни в телевізійному фільмі «Пасажир без багажу».

## Фільмографія
- 1999 — Максиміліан — Лена
- 2000 — Даун Хаус — Настасья Пилипівна
- 2003 — Пасажир без багажу — Єлизавета Юріївна
- 2004 — Американець — Надія
- 2005 — Бухта Філіпа — Марія
- 2007 — Атлантида
- 2010 — Адвокатеси — Віра Суворова